# Kc數
|                                     |
|                                     |
| Kc數可用於計算海浪對鑽油平台的施力. |

在流體力學中，Kc數（Keulegan–Carpenter number）是一個無量綱數，用來描述一個在振蕩流場中的物體，所受到的阻力相對惯性力之間的關係，也可可以用在一物體在靜止流體中振蕩的情形。Kc數小表示慣性力的影響比阻力要大，Kc數大表示（紊流）阻力的影響較大。
Kc數的定義如下
{\displaystyle K_{C}={\frac {V\,T}{L}},}
其中
- V為流速振蕩的振幅（若是物體振蕩的情形，則為物體速度的振幅）
- T為振蕩的週期
- L為物體的特徵長度，若物體為一圓柱，其特徵長度為其直徑。

在探討海浪對沉积物运移的影響時，會使用另一個相關的位移參數δ（displacement parameter）來表示：
{\displaystyle \delta ={\frac {A}{L}},}
其中
- A為在振蕩流場中流體粒子的偏移幅度，若流場以弦波運動，A可以用V和T表示A = VT/(2π)，則

{\displaystyle K_{C}=2\pi \,\delta .\,}
若將纳维－斯托克斯方程的加速度項進行尺度分析，也可以找到Kc數：
- 對流加速度：{\displaystyle (\mathbf {u} \cdot \nabla )\mathbf {u} \sim {\frac {V^{2}}{L}},}
- 局部加速度：{\displaystyle {\frac {\partial \mathbf {u} }{\partial t}}\sim {\frac {V}{T}}.}

將以上二式相除即可得到Kc數。
斯特勞哈爾數和Kc數有些相近。斯特勞哈爾數在形式上是Kc數的倒數。斯特勞哈爾數可以求得將一物體置入穩定的流場後，其產生旋渦分離的頻率，可以作為流場不穩定性的指標。而Kc數是和不穩定流場對物體的影響有關。

## 參照
- 莫里森方程（英语：Morison equation）

## 腳註
1. 1 2  Dean & Dalrymple (1991), p. 232.